# Palais de la découverte
Palais de la découverte (fr. pałac odkryć) – centrum nauki w Paryżu mieszczące się w Grand Palais.
Wystawa osiągnięć nauki została otwarta w 1937 roku podczas międzynarodowej wystawy sztuki i techniki w Paryżu. W 1938 Rząd Francuski przekształcił wystawę w muzeum.
W roku 1937 na Międzynarodowej Wystawie Sztuki i Techniki (Exposition Internationale des Arts et Techniques dans la Vie Moderne), w budynku który obecnie zajmuje Palais de la découverte w pawilonie meteorologicznym zespół kierowany przez Henri Bénarda pokazał eksperymenty obrazujące powstanie rolek konwekcyjnych ważnych w opisie chmur cirrocumulus, altocumulus oraz stratocumulus.